# ميمبريو
بلدية ميمبريو (بالإسبانية: Membrío)‏، هي بلدية تقع في مقاطعة قصرش والتي تقع في منطقة إكستريمادورا، غرب إسبانيا.
يبلغ عدد سكانها 883 نسمة وفقاً لإحصائية سنة (2002).